# Fenestra bohlsii
Fenestra bohlsii är en insektsart som beskrevs av Giglio-tos 1895. Fenestra bohlsii ingår i släktet Fenestra och familjen gräshoppor. Inga underarter finns listade i Catalogue of Life.